# Guido Leoni (motociclista)
Guido Leoni (Castellucchio, 14 de julio de 1915 – Ferrara, 6 de mayo de 1951) fue un piloto italiano, que compitió en el Campeonato del Mundo de Motociclismo, desde 1949 hasta su muerte en 1951.

## Biografía
Su debut fue en la temporada inicial del Campeonato del Mundo, pilotando una Moto Guzzi en la categoría de 500cc, acabando cuarto en el Gran Premio de las Naciones. Gracias a los seis puntos acabó en el décimo puesto de la clasificación general. En el 1951 participó en el primer Gran Premio de la temporada: Gran Premio de España, llevándose la victoria en la cilindrada de 125cc a bordo de una FB Mondial.
Después de ese buen inicio de temporada, el 6 de mayo, durante la primera vuelta de la prueba del Campeonato Italiano de velocidad, que se disputaba en Ferrara, una caída involucró a dieciséis motocicletas donde Leoni y Raffaele Alberti encontraron la muerte. En el Mundial, gracias a la victoria en España acabó en el quinto puesto de la clasificación general.
Aparte de su carrera en el Mundial, también es destacable las victorias en el Circuito delle Terme di Caracalla de 1948 y la Milán-Taranto de 1950.

## Resultados
Sistema de puntuación en 1949:
| Posición | 1.º | 2.º | 3.º | 4.º | 5.º | Vuelta rápida |
| Puntos   | 10  | 8   | 7   | 6   | 5   | 1             |

Sistema de puntuación desde 1950 hasta 1968:
| Posición | 1.º | 2.º | 3.º | 4.º | 5.º | 6.º |
| Puntos   | 8   | 6   | 4   | 3   | 2   | 1   |

(Carreras en cursiva indica vuelta rápida)
| Año  | Clase  | Moto       | 1       | 2     | 3       | 4       | 5     | 6      | 7     | 8     | Pts. | Pos. |
| ---- | ------ | ---------- | ------- | ----- | ------- | ------- | ----- | ------ | ----- | ----- | ---- | ---- |
| 1949 | 500cc  | Moto Guzzi | IOM -   | SUI 6 | NED Ret | BEL 6   | ULS - | NAT 4  |       |       | 6    | 10.º |
| 1950 | 250cc  | Moto Guzzi | IOM Ret |       |         | SUI Ret | ULS - | NAT -  |       |       | 0    | -    |
| 1950 | 500cc  | MV Agusta  | IOM -   | BEL - | NED -   | SUI -   | ULS - | NAT 12 |       |       | 0    | -    |
| 1951 | 125 cc | FB Mondial | ESP 1   |       | IOM -   |         | NED - |        |       | NAT - | 8    | 5.º  |
| 1951 | 500 cc | Norton     | ESP Ret | SUI - | IOM -   | BEL -   | NED - | FRA -  | ULS - | NAT - | 0    | -    |